# ISO 3166-2:CU
ISO 3166-2:CU is een ISO-standaard met betrekking tot de zogenaamde geocodes. Het is een subset van de ISO 3166-2 tabel, die specifiek betrekking heeft op Cuba.
De gegevens werden tot op 27 november 2015 geüpdatet op het ISO Online Browsing Platform (OBP). Hier worden 15 provincies - province (en) / province (fr) / provincia (es) - en 1 bijzondere gemeente - special municipality (en) / municipalité spéciale (fr) / municipio especial (es) - gedefinieerd.
Volgens de eerste set, ISO 3166-1, staat CU voor Cuba, het tweede gedeelte is een tweecijferig nummer (eventueel met voorloopnul).

## Codes
| Code  | Naam                | Categorie           |
| ----- | ------------------- | ------------------- |
| CU-15 | Artemisa            | provincie           |
| CU-09 | Camagüey            | provincie           |
| CU-08 | Ciego de Ávila      | provincie           |
| CU-06 | Cienfuegos          | provincie           |
| CU-12 | Granma              | provincie           |
| CU-14 | Guantánamo          | provincie           |
| CU-11 | Holguín             | provincie           |
| CU-99 | Isla de la Juventud | bijzondere gemeente |
| CU-03 | La Habana           | provincie           |
| CU-10 | Las Tunas           | provincie           |
| CU-04 | Matanzas            | provincie           |
| CU-16 | Mayabeque           | provincie           |
| CU-01 | Pinar del Río       | provincie           |
| CU-07 | Sancti Spíritus     | provincie           |
| CU-13 | Santiago de Cuba    | provincie           |
| CU-05 | Villa Clara         | provincie           |